# Blah Blah Blah (Itzy-låt)
"Blah Blah Blah" är en låt framförd av den sydkoreanska tjejgruppen Itzy. Den gavs ut som gruppens andra japanska maxisingel den 5 oktober 2022 genom Warner Music Japan. Singeln innehåller fyra spår, inklusive titelspåret "Blah Blah Blah" och b-sidan "Can't Tie Me Down" samt instrumentala versioner av båda låtarna.

## Komposition
Låten är skriven av Sim Eunjee, Minyoung Lee (EastWest) och Yeul (1by1), med text av Mio Jorakuji. Den har en rytmisk rap och en "beroendeframkallande" syntmelodi. Texten handlar om att "självsäkert fortsätta framåt utan att styras av andras åsikter". "Blah Blah Blah" är komponerad i E♭-moll med ett tempo på 116 slag per minut.

## Marknadsföring
Den 5 augusti tillkännagav JYP Entertainment på deras japanska webbplats att Itzy skulle hålla deras första offline-specialevent i Japan exklusivt för "Itzy Japan Official Shop!" för att kommunicera med fans. Itzy framförde "Blah Blah Blah" på den japanska TV-showen Music Station.

## Listplaceringar
| Lista (2022)                    | Högsta placering |
| ------------------------------- | ---------------- |
| Japan (Japan Hot 100)           | 11               |
| Japan (Oricon)                  | 3                |
| Japan Combined Singles (Oricon) | 4                |